# 哈爾蘇阿
哈爾蘇阿是芬蘭的城鎮，位於該國西部，由中博滕區負責管轄，始建於1868年，面積428平方公里，最高點海拔高度160米，2013年人口1,250，人口密度為每平方公里3.03人。

## 外部連結
- Municipality of Halsua（页面存档备份，存于） – Official website （文）